# José María Calatrava Peinado
José María Calatrava Peinado   (Mèrida, 26 de febrer de 1781 - Madrid, 16 de gener de 1847) fou un polític i jurista espanyol.
Estudiava dret a Sevilla quan va esclatar la guerra contra els francesos, participant molt activament en contra de l'ocupació militar des de la Junta Suprema d'Extremadura, on va ser elegit diputat a 1810 en representació de Badajoz, participant de forma important en les Corts de Cadis. Després de la restauració absolutista va ser pres i empresonat a Melilla fins que és amnistiat amb ocasió de l'arribada al poder dels liberals, sent nomenat magistrat del Tribunal Suprem i des de 1822 fins al 1823, Ministre de Gràcia i Justícia. La fi del Trienni liberal va suposar el seu exili a Portugal, Anglaterra i França, amb el seu germà, Ramon María de Calatrava. Amb la mort de Ferran VII i l'arribada de la regència de Maria Cristina torna a Espanya i després del Motí de la Granja de San Ildefonso fou nomenat President del Consell de Ministres, en substitució de Francisco Javier de Istúriz encarregant la cartera d'Hisenda a Juan Álvarez Mendizábal perquè completés la reforma de la hisenda pública. El 1837 cessà com a President en benefici d'Eusebio de Bardaxí y de Azara.
Entre el 1840 i el 1843 ostentà la presidència del Tribunal Suprem.